# ميكانيكا الحركة الحيوية
ميكانيكا الحركة الحيوية يدرس هذا العلم حركة الإنسان، ويبحث في معالجة الاختلالات الحركية لديه وتعد الأطراف الصناعية، أحد أهم منجزات هذا العلم، وقد شهد هذا العلم تطورًا كبيرًا بعد الحرب العالمية الثانية، بسبب إصابة العديد من الجنود بإعاقات دائمة بسبب الحرب.

## انظر أيضاً

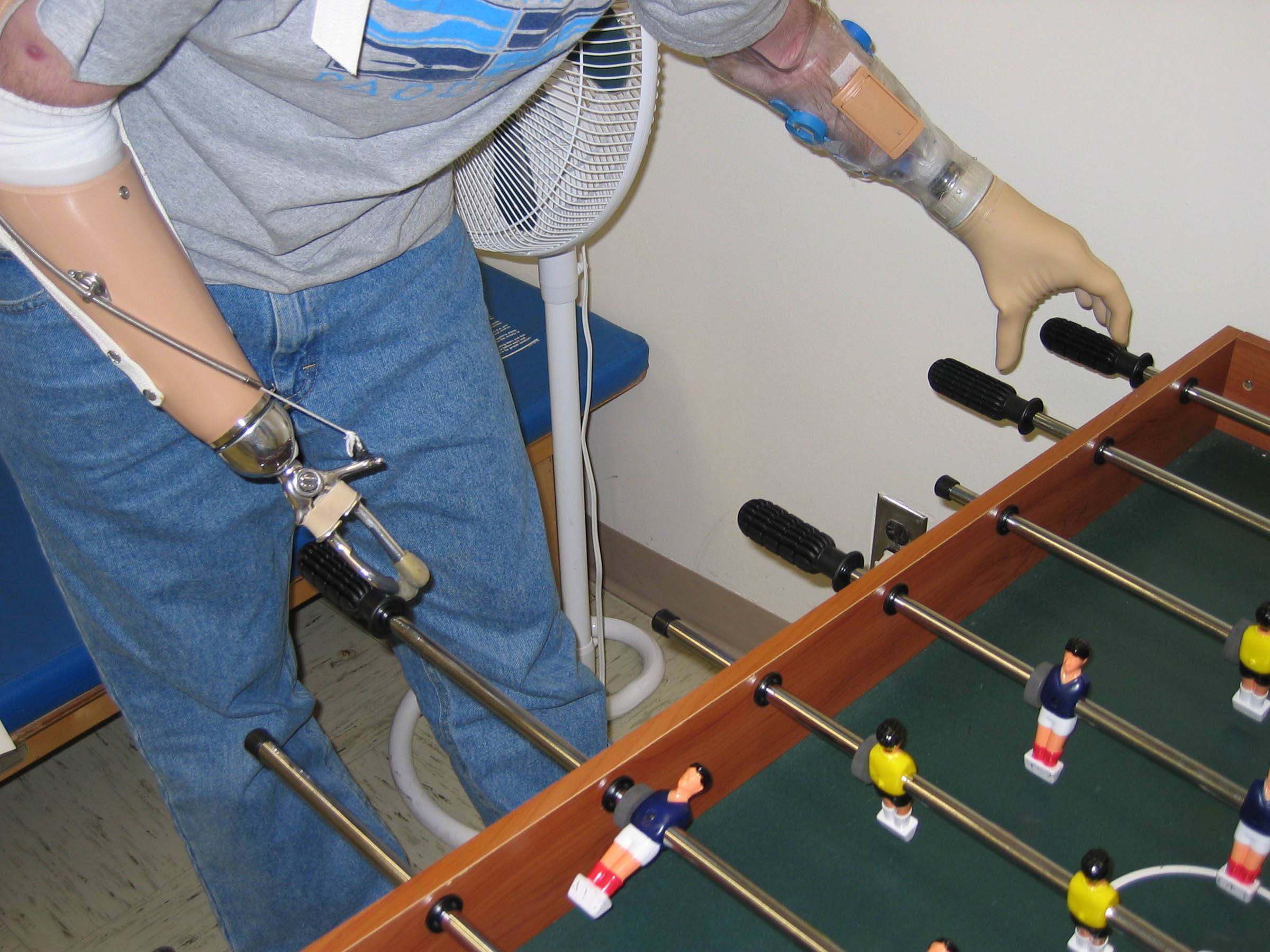
مثال للطرف الصناعي في اليد اليمنى في الصورة.